# Musées de Glasgow

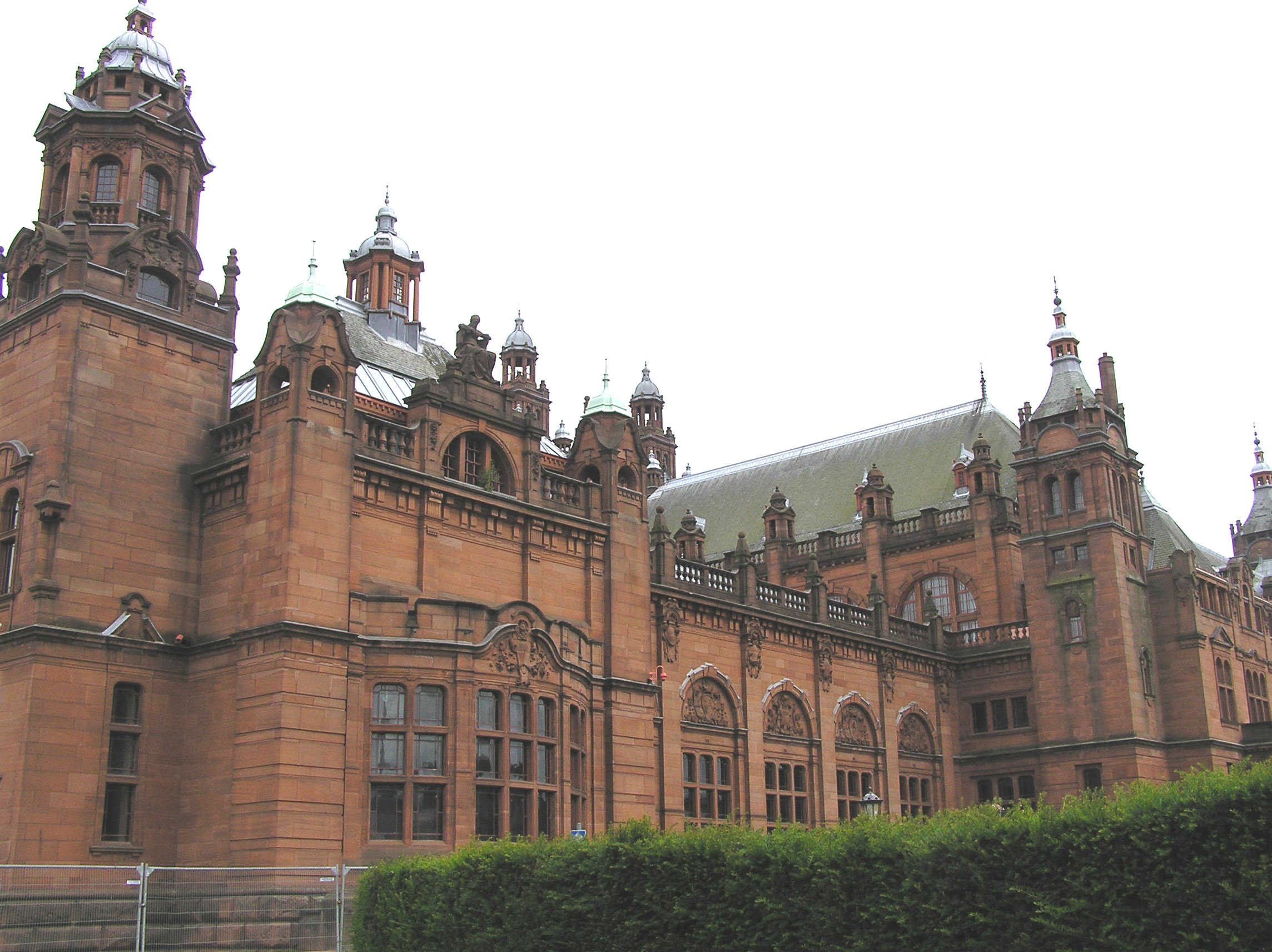
Façade du Musée de Kelvingrove

Glasgow Museums (Musées de Glasgow en français) est le nom donné au regroupement administratif de plusieurs musées et galeries d'art appartenant à la ville écossaise de Glasgow. Les musées détiennent environ 1,6 million d'objets, dont plus de 60 000 œuvres d'art, 200 000 articles dans les collections d'histoire humaine, 21 000 articles liés aux transports et à la technologie et quelque 585 000 spécimens d'histoire naturelle. Ils sont gérés par Glasgow Life (anciennement Glasgow Sport and Culture), une organisation externe indépendante sous contrat avec la ville de Glasgow pour y proposer des activités culturelles, sportives et pédagogiques,.

## Liste des musées
- Collection Burrell
- Galerie d'art moderne de Glasgow (GoMA)
- Glasgow Museums Resource Centre[5]
- Kelvin Hall (magasin du musée) [6]
- Kelvingrove Art Gallery and Museum
- The Open Museum (en)
- People's Palace, Glasgow (en)
- Provand's Lordship (en)
- Riverside Museum
- Scotland Street School Museum
- St Mungo Museum of Religious Life and Art (en)

## Restitutions d'objets d'art
Au début du XXIe siècle, les musées de Glasgow s'engagent à restituer certains objets de leurs collections vers leurs pays d'origine, comme ils avaient commencé à le faire en 1998 avec la restitution à la nation Lakota d'une « chemise des esprits ». Un nombre limité d'objets — quelques dizaines  — doivent ainsi être restitués à quelques pays autrefois colonisés par les Britanniques :
- vingt-cinq objets des tribus Lakota et Oceti Sakowin, initialement vendus ou donnés aux musées de Glasgow par George Crager, qui travaillait pour le Buffalo Bill Wild West Show. Ceux-ci sont restitués aux tribus Cheyenne River Sioux et Oglala Lakota[7] ;
- six objets d'art volés en Inde au XIXe siècle dans des temples et lieux de culte[7], ainsi qu'un sabre talwar et son fourreau issus de la collection du Nizam d'Hyderabad et vendus à Archibald Hunter en 1905[7] ;
- dix-neuf bronzes du Bénin pris lors de l'Expédition du Bénin de 1897, restitués au Nigeria[7].